# Медаль прогресса (Общество инженеров кино и телевидения)
Медаль прогресса (англ. SMPTE Progress Medal) — высшая награда Общества инженеров кино и телевидения и одна из высших наград в области техники телевидения. Вручается за выдающийся технический вклад в продвижение кинематографа, телевидения или связанные с этой индустрией достижения. Награждение проводится с 1935 года. Награда включает в себя золотую медаль.

## Лауреаты
Медалью награждены:
- 1935: Эдуард Уэнт[нем.]
- 1936: Кеннет Мис[англ.]
- 1937: Эдуард Келлогг[англ.]
- 1938: Герберт Кэлмус[англ.]
- 1939: Лойд Джонс[англ.]
- 1940: Уолт Дисней
- 1941: G. L. Dimmick
- 1944: Джон Кэпстафф[англ.]
- 1947: Джон Фрейн[англ.]
- 1948: Питер Моул[итал.]
- 1949: Харви Флетчер[англ.]
- 1950: Владимир Зворыкин
- 1951: Earl I. Sponable
- 1952: John I. Crabtree
- 1953: Фред Уоллер[англ.]
- 1955: Элмер Энгстром[англ.]
- 1956: Альфред Голдсмит[англ.]
- 1957: Ralph M. Evans
- 1959: Гарольд Эджертон
- 1960: Отто Шаде
- 1961: Cyril J. Staud
- 1962: Франк Бак[нем.]
- 1963: Артур Харди[англ.]
- 1964: Рудольф Кингслэйк[англ.]
- 1965: Deane R. White
- 1966: Wesley T. Hanson
- 1967: Gordon A. Chambers
- 1968: Charles L. Fordyce
- 1969: Jeofry Stuart Courtney-Pratt
- 1970: Петер Голдмарк
- 1971: Rodger J. Ross
- 1972: Norwood L. Simmons
- 1973: Wilton R. Holm
- 1974: Сидни Солоу[англ.]
- 1975: W. T. Wintringham
- 1976: Эдвард Рейчард[нем.]
- 1977: E. Carlton Winckler, Sr.
- 1978: Роберт Готшалк[англ.]
- 1979: Дональд Финк[англ.]
- 1980: Август Арнольд[нем.]
- 1981: Daan Zwick
- 1982: Frank Davidoff
- 1983: Рэй Долби
- 1984: Джозеф Флаэрти[англ.]*
- 1985: Roland J. Zavada
- 1986: Masahiko Morizono
- 1987: Irwin W. Young
- 1988: Kerns H. Powers
- 1989: Renville H. McMann
- 1990: Frederick M. Remley
- 1991: Charles E. Anderson
- 1992: E. Fraser Morrison
- 1993: LeRoy E. DeMarsh
- 1994: нет награждённых
- 1995: David K. Fibush
- 1996: Эд Катмулл
- 1997: нет награждённых
- 1998: нет награждённых
- 1999: Марк Кривошеев
- 2000: Glenn Reitmeier
- 2001: Бернард Лехнер[англ.]
- 2002: William C. Miller
- 2003: Stanley N. Baron
- 2004: Кеес Схаухамер Имминк
- 2005: S. Merrill Weiss
- 2006: Родерик Снелл[англ.]
- 2007: Clyde D. Smith
- 2008: Birney Dayton
- 2009: нет награждённых
- 2010: Такуо Миягисима[англ.]
- 2011: Эд Катмулл
- 2012: David Wood
- 2013: Keiichi Kubota
- 2014: Ioan Allen
- 2016: Дуглас Трамбулл
- 2017: Пол Дебевек
- 2018: Craig Todd
- 2019: Cristina Gomila Torres